# تيانكزتلي
تيانكزتلي (بالإنجليزية: Tiānquiztli)‏ معنى الاسم هو «مكان السوق». تيانكزتلي كان يطلقه الأزتيك على العنقود النجمي الثريا.
في نهاية كل دورة، سيقام احتفال ديني لضمان حركة الكون وانبعاث الشمس. يعتقد الأزتيك أنه يمكنهم منع شياطين الظلام من النزول إلى الأرض والتهام الرجال، من خلال تقديم الذبائح البشرية للآلهة.